# Rezerwat przyrody Góra Miedzianka
Rezerwat przyrody Góra Miedzianka – rezerwat przyrody nieożywionej na terenie Chęcińsko-Kieleckiego Parku Krajobrazowego w gminie Chęciny, w powiecie kieleckim, w województwie świętokrzyskim. Obejmuje wydłużony masyw góry Miedzianki, która jest najbardziej na północny zachód wysuniętym wzniesieniem Pasma Chęcińskiego Gór Świętokrzyskich.
- Powierzchnia: 26,39 ha[3] (akt powołujący podawał 25,00 ha)
- Rok utworzenia: 1958
- Dokument powołujący: Zarządzenie MLiPD z 5 lipca 1958 (M.P. z 1958 r. nr 54, poz. 316)
- Numer ewidencyjny WKP: 015
- Charakter rezerwatu: częściowy
- Przedmiot ochrony: rzadko spotykane minerały kruszcowe, rośliny i zwierzęta oraz zachowanie śladów dawnych robót górniczych

W granicach rezerwatu znalazły się także dwa nieczynne kamieniołomy oraz teren dawnej kopalni miedzi, która funkcjonowała tu od XIV wieku. Ponadto zachodzą tu procesy krasowe, czego efektem jest system jaskiń. Stare sztolnie, wyrobiska i jaskinie są doskonałym schronieniem dla kilku gatunków nietoperzy, takich jak mroczek późny, nocek wąsatek, nocek rudy, nocek Natterera, nocek duży i mopek.